# Megaselia aldabrae
Megaselia aldabrae är en tvåvingeart som beskrevs av Ronald Henry Lambert Disney 2007. Megaselia aldabrae ingår i släktet Megaselia och familjen puckelflugor.
Artens utbredningsområde är Aldabra. Inga underarter finns listade i Catalogue of Life.